# Bullet Journal

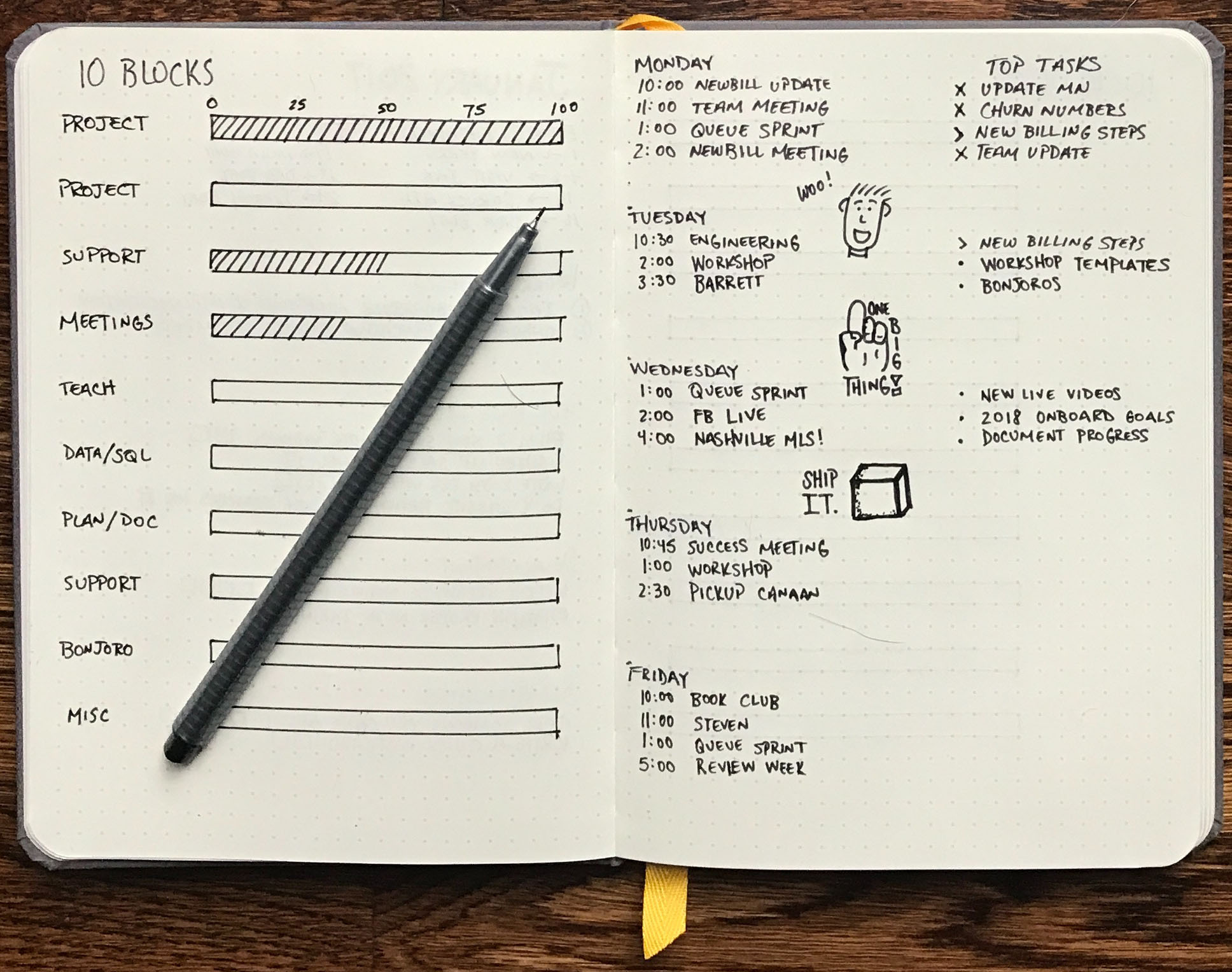
Příklad stránky z Bullet journalu, zobrazující typický způsob zápisu.

Bullet Journal je metoda osobního plánování vyvinutá designérem Ryderem Carrollem. Systém zahrnuje plánování času, připomínky, seznamy úkolů, brainstorming a další prvky osobního plánování do jediného poznámkového bloku. Metoda byla poprvé představena veřejnosti v roce 2013, stala se populární a získala významnou pozornost na Kickstarter, Instagram, Facebook, YouTube a Pinterest.

## Metoda
Deníky Bullet Journal jsou obvykle psány ručně a jsou uchovávány v jediném zápisníku. Hlavními nástroji Bullet Journal jsou: rejstřík, bleskový zápis, denní a měsíční přehledy, kolekce a přesouvání. Rejstřík funguje jako kombinace obsahu a rejstříku v knize a pomáhá najít přesné místo, kde jsou zapsány informace o různých tématech. Bleskový zápis používá systém značek a odrážek (např. pomlčky, tečky, hvězdičky, kroužky atd.) tak, aby pomáhaly zjednodušovat a zkracovat zápisky. Denní a měsíční přehledy jsou seznamy úkolů, organizované podle různých časových měřítek (denní, týdenní, měsíční). Kolekce jsou přehledy vzájemně souvisejících témat, jako jsou knihy, které chcete přečíst; restaurace, které chcete vyzkoušet; či zvlášť vyčleněné stránky pro organizování projektů či zápisky z porad. Přesouvání je postup pravidelných aktualizací seznamů do nových seznamů, jako je například přenos nedokončených úkolů z jednoho měsíce do dalšího.
Zastánci metody popisují Bullet Journal jako efektivní metodu plánování, ale také jako kreativní způsob vyjádření se zaměřením na jednoduchost a srozumitelnost. Web Good Housekeeping tento systém popsal jako „denní plánovač, deník a písemnou meditaci zároveň".
Při používání této metody si uživatel vystačí pouze s perem nebo tužkou a obyčejným sešitem; mnoho uživatelů však si svůj systém důkladně propracovalo a přizpůsobilo. Existují také komerčně vyráběné záznamníky, které jsou přizpůsobeny pro metodu Bullet Journal, jejich používání však není nezbytné. Uživatelé, kteří se spíše soustřeďují na kreativní pojetí, využívají složitějšího pojetí a dalších nástrojů, jako jsou pravítka, barevná pera, značky, nálepky či šablony.

## Historie
Na konci 90. let začal Ryder Carroll hledat v průběhu vysokoškolského studia jednoduchou metodu osobního plánování. Jako dítě, kterému byla diagnostikována porucha pozornosti, chtěl nalézt systém, který by mu pomohl „překonávat jeho poruchy učení“. V době, kdy promoval na vysoké škole, vymyslel metodu Bullet journal. Kamarád jej přesvědčil, aby se o svou metodu podělil s ostatními, a on ji pak v roce 2013 začal sdílet na internetu. Přitáhl značnou pozornost sociálních médiích. Prostřednictvím crowdfundingové platformy Kickstarter získal 80 000 dolarů pro financování komunitního webu. Do prosince 2018 bylo prostřednictvím sítě Instagramu zveřejněno více než 3 miliony příspěvků na téma Bullet Journal. Při tvorbě metody byl Carroll ovlivněn svými zkušenostmi designéra webových stránek, aplikací a počítačových her; vliv měl i jeho zájmem o tzv. scrapbooking.
V roce 2018 Carroll vydal knihu o systému The Bullet Journal Method. Kniha vyšla i v českém překladu pod názvem Metoda Bullet Journal: Zhodnoťte včerejšek, uspořádejte si dnešek a naplánujte zítřek.